# Ryszard Szuppe
Ryszard Szuppe, ps. Bartosz (ur. 18 października 1924 w Warszawie, zm. 2 sierpnia 1944 w Wołominie) – kapral podchorąży, partyzant Armii Krajowej.
Syn Wacława i Ireny Błońskiej. Od 1941 roku w Narodowej Organizacji Wojskowej, później w Związku Walki Zbrojnej. Wiosną 1942 roku wstąpił do Armii Krajowej, przysięgę odbierał Mieczysław Chojnacki senior, ps. „Żarski”, zaś świadkiem był Mieczysław Chojnacki junior, ps. „Młodzik”. W czerwcu 1943 zakończył kurs podchorążych rez. piech. prowadzony przez ppor. Henryka Kutznera, ps. „Doliwa”.
W latach 1943–1944 był dowódcą 3 drużyny strzeleckiej w plutonie XIV sierż. pchr. „Groma”. Prowadził przeszkolenie własnej drużyny i brał udział w akcjach ubezpieczenia ćwiczeń wojskowych, prac radiostacji oraz przewozu broni, amunicji i sprzętu. W czasie Akcji Burza przewodził drużynie strzeleckiej w oddziale partyzanckim dowodzonym przez sierż. „Mazura” Wojdę Czesława. 2 sierpnia 1944 r. został ciężko ranny, następnie przewieziony do szpitala wołomińskiego, gdzie zmarł tego samego dnia.